# Orsk (1968)
Orsk (ros. Орск) – duży okręt desantowy projektu 1171/II (w kodzie NATO: Alligator) Marynarki Wojennej Rosji. Początkowo służył w Marynarce Wojennej ZSRR pod oznaczeniem BDK-69 (ВДК-69). W 2003 roku otrzymał nazwę „Orsk” od miasta położonego przy granicy z Kazachstanem. Brał udział w inwazji na Ukrainę w 2022 roku.

## Historia
„Orsk” był szóstym zbudowanym dużym okrętem desantowym projektu 1171, a przy tym drugą i ostatnią jednostką drugiej modyfikacji tego projektu (1171/II). Typ ten w ZSRR nosił niejawne oznaczenie Tapir, a w kodzie NATO został oznaczony jako Alligator. Okręt został zbudowany w stoczni Jantar w Królewcu pod numerem budowy 296. Położenie stępki miało miejsce 30 sierpnia 1967 roku, a wodowanie 29 lutego 1968 roku. Został oddany do służby w marynarce ZSRR 31 grudnia 1968 roku. Otrzymał początkowo oznaczenie BDK-69 (БДК-69, od Большой Десантный Корабль – Bolszoj Diesantnyj Korabl, duży okręt desantowy).

## Charakterystyka okrętu
Okręty projektu 1171 zostały zaprojektowane w ZSRR w latach 60. XX wieku na bazie projektu cywilnego drobnicowca, jako duże okręty służące do transportu i wysadzania desantu na nieprzygotowanym brzegu. Mogą również służyć jako okręty transportowe, do przewozu wojska i sprzętu. Ich konstrukcja i architektura jest typowa dla statków, z maszynownią i nadbudówką nad nią w części rufowej i wysokim dziobem, dzięki czemu miały one dobrą dzielność morską, lecz z drugiej strony gorszą od wyspecjalizowanych okrętów niezatapialność. Okręty proj. 1171/II mają cztery ładownie z lukami w pokładzie górnym, z tego trzy przed nadbudówką i jedną rufową za nadbudówką. W dziobnicy znajduje się furta ładunkowa, zakryta drzwiami, z opuszczaną rampą o nośności 50 ton, służącą do wyładunku sprzętu przy brzegu. Dla celów transportowych wyposażone są w charakterystyczny żuraw o udźwigu 7,5 ton obsługujący dziobowe ładownie oraz ładunki przewożone na pokładzie górnym. Wyposażone są też w kotwicę na rufie, służącą do ściągania z brzegu.
Okręty mogą transportować do 22 czołgów podstawowych i 25 transporterów opancerzonych albo 50 transporterów opancerzonych albo 52 ciężarówki oraz w każdym wariancie 313 żołnierzy – odpowiednik batalionu. Ogólna powierzchnia transportowa wynosi 1195 m², z tego 790 m² w ładowniach i 405 m² na pokładzie górnym. Maksymalna masa ładunku wynosi 3750 ton. Załoga wynosiła początkowo 55 osób, w tym 5 oficerów. Autonomiczność jednostki wynosi 15 dni.
Wyporność okrętu niezaładowanego wynosi 2000 ton, standardowa 2905 ton, a pełna – 4360 ton. Długość całkowita wynosi 113 m, a na linii wodnej 105 m, szerokość wynosi 15,6 m, a zanurzenie maksymalne 4,5 m.
Napęd stanowią dwa silniki wysokoprężne M-58A o mocy łącznej 9000 KM, napędzające dwie śruby o stałym skoku. Zasięg pływania wynosi 4800 mil morskich przy prędkości 15,5 węzła, a według innych danych, 10 000 Mm przy prędkości 15 węzłów.
Uzbrojenie okrętów proj. 1171/II stanowią dwie sprzężone armaty uniwersalne kalibru 57 mm w dwudziałowym odkrytym stanowisku ZIF-31B, umieszczone przed  nadbudówką. Ponadto okręty mają do samoobrony dwie potrójne wyrzutnie pocisków przeciwlotniczych bliskiego zasięgu Strieła-3, z zapasem 24 pocisków.

## Służba
Okręt początkowo służył we Flocie Oceanu Spokojnego ZSRR. Po rozpadzie ZSRR w grudniu 1991 roku został przejęty przez Rosję.
W 1994 roku został przeniesiony do rosyjskiej Floty Czarnomorskiej. W lipcu 1999 roku podczas operacji pokojowej w byłej Jugosławii został użyty wraz z innymi jednostkami do transportu rosyjskich sił z Tuapse do Salonik w Grecji. W 2003 roku otrzymał nazwę: „Orsk”. Nosił numer burtowy 148 (stan na 2015/16).

### „Syryjski Ekspres”
Na „Orsku” spoczywał największy ciężar prowadzenia operacji przerzucania rosyjskiego sprzętu wojskowego i żołnierzy do Syrii w czasie interwencji rosyjskiej w tamtejszej wojnie domowej. Transporty zwane „syryjskim ekspresem” trwały od 2016. Okręt pływający jako „ekspres” stał się obiektem żartów, gdy w Nowy Rok 2020 przepływał uszkodzony przez Bosfor ciągnięty przez holownik. Ostatnie rejsy w ramach tej misji okręt odbył w grudniu 2021 i styczniu 2022.

### Inwazja Rosji na Ukrainę

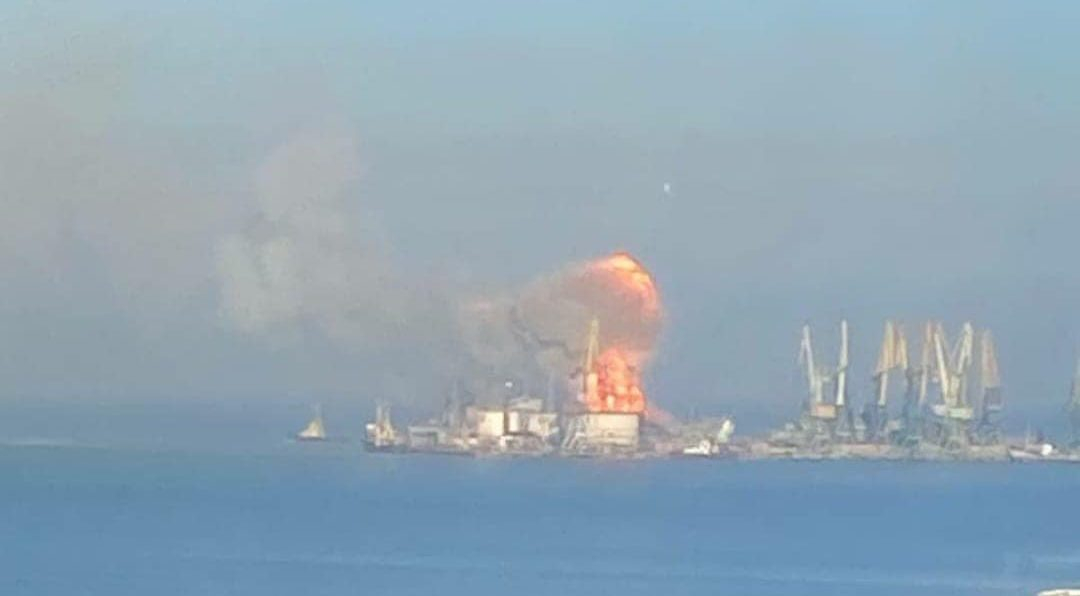
Wybuch 24 marca 2022 w porcie w Berdiańsku

W 2022 roku „Orsk” służył podczas inwazji Rosji na Ukrainę. Media rosyjskie pokazały okręt 22 marca w trakcie rozładunku w zdobytym i okupowanym przez Rosję porcie w Berdiańsku nad Morzem Azowskim, dokąd dostarczył sprzęt wojskowy mający wesprzeć działania Rosjan w rejonie Mariupola. 24 marca 2022 roku doszło do wybuchu w porcie i pożaru okrętów. Siły Zbrojne Ukrainy początkowo poinformowały, że zatopiły właśnie „Orsk” po ataku rakietą ziemia-ziemia Toczka-U, później sprostowano, że zatopionym okrętem był bliźniaczy „Saratow”.